# Frank Fay
Frank Fay (1870–1931), brat Williama Faya - irlandzki aktor, współzałożyciel Abbey Theatre. 
Na początku swojej kariery pracował wraz z bratem wystawiając produkcje teatralne w Dublinie. Założyli wspólnie W. G. Fay's Irish National Dramatic Company - towarzystwo dbające o rozwój rodzimych teatrów aktorskich. 
Bracia uczestniczyli w procesie zakładania Abbey Theatre, to na nich spoczywa odpowiedzialność za rozwój tamtejszego stylu aktorskiego. Po rozstaniu z teatrem w 1908 roku wyemigrowali do Stanów Zjednoczonych, gdzie podjęli się pracy w teatrze.